# Calle de Almenara
La calle de Almenara es una vía pública de la ciudad española de Sagunto.

## Descripción
La vía discurre desde la calle de los Huertos hasta la plaza de Blasco Ibáñez. Con el título indica que conduce a la localidad de Almenara. Aparece descrita en el Nomenclator de las calles, plazas y puertas antiguas y modernas de la ciudad de Sagunto (1901) de Antonio Chabret y Fraga con las siguientes palabras:

Almenara (calle de). Empieza en la calle Real en el punto denominado placeta dels hostals, y termina en el río. Esta calle es el límite de la carretera de Valencia á Barcelona dentro de la población, y se llama de Almenara, porque es el primer pueblo que existe en aquella dirección. Según leo en un libro de Cabreves de 1500, existente en la Iglesia parroquial, la casa con huerto, que conocemos ahora por el huerto de la cisterna, era una posada llamada del aygua fresca, por la cisterna que aún subsiste. La casa antigua, que al terminar dicha calle llamamos hoy el Serrallo, era en la citada época el hostal den Gregori, como se ve en un Notal por estas palabras: «Hostal den Johan Gregori en lo camí real de Almenara, ab un hort vell contiguo ab arbres de moreres, confrontat ab cequia major de la vila ab camí publich e ab lo molí de Johan Pujol, carrer en mig, e ab lo albeurador e ab camí rea, e ab un corralet censit de la dita casa al Spital de Na marcena.» La acequia llamada de la Villa, poco antes de llegar á la calle citada se bifurca, y el brazo de la derecha lleva la denominación de Conillera, y de la izquierda de Almudafer, cruzando ambos la calle con una separación de 60 metros para continuar ramificándose y fertilizar las partidas de su nombre. El albeurador citado, se refiere al abrevadero conocido por la piqueta de Pau. He dado los detalles topográficos de la posada den Gregori para que se comprenda bien la importancia de la avenida del Palancia en 28 de Septiembre de 1581, según lo describe en su libro de Memorias el Notario Pedro Aviñó, que presenció los daños causados en toda la extensión del río y especialmente en nuestro término, asegurando, como se verá, que las aguas llegaron hasta el huerto de la indicada posada y puerta que cubre la acequia de Amudafer que está contiguo. Dice lo que copio textualmente: «En nom de la sanctíssima trenitat pare fill e sanct sperit y de la sacratíssima humill verge maría mare sua sia amen sia a totos memoria com á xxviij dies del mes de setembre del any M.D.Lxxxj dia de dilluns a la vesprada plogue molt dit dia de mati vingue lo riu de Morvedre tant gros e fora son natural que memmoria de persones nos recordaven haber vist tal feu gran e jnmemorable mal aixi per tot lo riu fins a bexis e fins a la mar en lo terme de Morvedre romp la part del asut e sequia de Algar y arambla tota la major part de la orta de Algar y romp la una arcada on possen l'aygua de la sequia a la travesa nova damunt stivella y tambe rompe la travesa nova rompe la travesa de gausa rompe la major part de les traveses damunt la vila a la font de sertana y ve vint pases de la sequia de la travesa en avall de la qual rihuada sen porta molts morerals aixi de la part enves la vila com de la altra de tal manera que no resta memoria de heretats portassen dos arcades del pont de Morvedre a la part enves montiber ariba l'aygua molt alt en la paret del hort dit del retor prengue hun bras per lo barranch al pont de almudafer arriba dit riu fins al pont de almudafer al ort del hostal den gregori (portassen la torre de la gola del riu que no resta memoria hon estava al temps que caygue hi havia dos homens e una dona la hu nomenat jaume florit e laltre mestre bernar sastre e la dona era de canet tots tingurenvide e ixqueren com Deu fon y servit ab molt perill de ses vides Prengue altre bras de riu per montiber y ana a Canet y rompe per tres o quatre parts la muralla deroca moltes cases pus de deu o dotse y de aquelles sen porta molta roba y grans y rebudes de vi y oli de tal manera que Canet resta deruhit y molts sen vingueren a viure a Morvedre aixi per estar dit loch deruhit com per temor de moros per no haver hi muralla estaba en dit loch alojada la campanyia de a caball del capita guillem ramon de blanes he hoyt dir a alguns homens de canet que no tenint altre reparo de la aygua sen pugaren en alguns arbres de moreres taronges y que en les cases e terrats no estaven segurs arriba dit bras de riu tro a la torre dita de miralbo que esta en montiber a almarda. En Morvedere caygueren moltes parets de algunes cases e cubertes dura la pluga nou dies en lo dia dit dels gloriosos metges a xxvij de dit feu molt bell dia de sol) les veremes foren molt fatigoses y costoses porque los rocins logaven a dotse sous e los talladors a cinch sous la verema se gasta molt y ans de vnir dita pluga les geerres se llogaren a xxj sous per gerra fet de ma de mi Pere avinyo notari habitador de Morvedre a xxviij de setembre del any de sus dit m. d. lxxxj.».
(Chabret y Fraga, 1901, pp. 21-22)